# イヤー・オブ・ザ・ドラゴン
『イヤー・オブ・ザ・ドラゴン』（Year of the Dragon）は、1985年製作のアメリカ映画。原作は元ニューヨーク市警警察委員ロバート・デイリーの同名小説。
ニューヨークのチャイナタウンを舞台に、刑事とチャイニーズ・マフィアの対決を描いたバイオレンス作品である。タイトルの意味は「辰年」。
日本での配給は当初はUIPにするはずだったが、松竹富士に変更された。

## ストーリー
ニューヨーク市警察の刑事スタンリー・ホワイトは、ベトナム戦争に従軍してきた過去を引きずりながら、犯罪の頻発するチャイナタウンに乗りこみ取り締まりを開始する。強引な摘発を続けチャイニーズ・マフィア全体を潰そうとするスタンリーに対し、相手のボス達は強く反発する。しかも警察の上層部はマフィアと暗黙の協定を結び、末端の摘発だけで事を済まそうとする。警察内部でもスタンリーは次第に孤立していく。
一方、チャイニーズ・マフィア新世代のボス、ジョーイ・タイはイタリアン・マフィアや身内の旧体制派、かつての取引相手を容赦無く粛清し勢力を拡大していく。たびたび起きる殺人事件にタイの影を見て取ったスタンリーは中華系の警察官ハーバートを潜入捜査官としてタイの組織に送り込むが、タイもヒットマンを差し向けスタンリーの自宅を襲撃、正体を見破られたハーバートも殺害された。
かつてない緊張が高まる中、タフな刑事と若きボス、この二人の対決が今始まろうとしていた。

## アクション描写など
熱血漢の刑事と冷徹なチャイニーズ・マフィアの対決を描いた映画であり、その描写は苛烈を極める。バイオレンス描写に関しては、中盤のレストラン襲撃シーンでは多くの一般市民も容赦無く殺傷される描写がなされている。ジョーイ・タイが東南アジアの麻薬王（バン・スン）との取引において、競合するマフィアのボスの生首を取り出し見せつけるシーンや、ヒットマンに顔面を撃ち抜かれたハーバートのクローズアップなどは、他に類を見ない激烈さである。
また、カーアクションにおいては、当時の現行車種であるフォード・サンダーバード（9代目）やメルセデス・ベンツ・Sクラス（2代目）が惜しげも無く破壊されている。特にサンダーバードは撮影時、文字通りの「最新型」であった。
それに対し、BGMやエンドロールにマーラーの交響曲第2番が効果的に使われるなど、極めて叙情的な面も併せ持つ映画である。

## アジア系アメリカ人からの抗議
この映画には、民族対立を助長するような表現、差別用語（"Chinks"、"Slant-eyed"、"Yellow niggers"、"Polak"など）の使用、性差別表現などについて、中国系（中華系）を含むアジア系アメリカ人からの抗議が相次いだ。いくつかのコミュニティからは、この映画がチャイナタウンのイメージを悪くし、経済的打撃を与える恐れがあるという抗議も上がった 。これらの抗議を受け、オープニングクレジットには以下の注意書きが付け加えられた
この映画には、アジア系アメリカ人や特定の中国系アメリカ人のコミュニティの良い面を卑しめたり無視したりするものではありません。仮にこの映画の描写が実在の団体や個人、さらにはチャイナタウンそのものを連想するものであったとしても、この映画とは一切関係ありません。
監督のチミノは、Jeune Cinémaとのインタビューの中で、以下のように話している。
この映画は人種差別を扱っていますが、それを推奨するための映画ではありません。このような問題を扱うにあたって、人種差別の傾向を明かしていくことは必要となります。かつてアメリカに移住した中国人が経験したように、周辺的な地位に追いやられるということは我々にとっても初めてでした。そのことについて、人々は、あまりにも無知なのです。実際1943年まで中国人にはアメリカの市民権が与えられなかったことに、現在のアメリカ人たちは驚くでしょう。彼等は妻をアメリカに連れて行くことすら許されなかったのです。ハーバートがスタンリーに話したことは、称賛されるべきなのです。これらの理由から、中国人はこの映画が大好きです。そして、記者たちの批判は、これらの悪い事実を知られたくないところからきているのでしょう。
チミノの発言通り、劇中ではアメリカ社会の暗部が糊塗されることなく随所に表現され、民族差別問題の存在が提起されている。ミッキー・ローク演じる刑事もポーランド系アメリカ人という設定であり、同問題とは無縁でない出自であることが描写されている（ポーランド系という設定は、終盤で生きることになる）。

## キャスト
| 役名                   | 俳優                 | 日本語吹替                                                |
| 役名                   | 俳優                 | TBS版 （追加録音部分）                                    |
| ---------------------- | -------------------- | --------------------------------------------------------- |
| スタンリー・ホワイト   | ミッキー・ローク     | 安原義人                                                  |
| ジョーイ・タイ         | ジョン・ローン       | 池田秀一                                                  |
| トレイシー・ズー       | アリアーヌ・コイズミ | 榊原良子                                                  |
| アンジェロ・リッツォ   | レナード・テルモ     | 郷里大輔                                                  |
| ルイス・ブコウスキー   | レイ・バリー         | 阪脩                                                      |
| コニー・ホワイト       | キャロライン・カヴァ | 弥永和子                                                  |
| ウィリアム・マッケンナ | エディ・ジョーンズ   | 加藤正之                                                  |
| ロニー・チャン         | ジョーイ・チン       | 立木文彦                                                  |
| ハリー・ヤン           | ヴィクター・ウォン   | 峰恵研 （後藤哲夫）                                       |
| ミルトン・ビン         | K・ドック・イップ    | 増岡弘                                                    |
| フレッド・ハン         | ホン・ラム・ポー     | 石森達幸                                                  |
| フランシス・キアニー   | ダニエル・ダビン     | 島香裕                                                    |
| サリヴァン総監         | マーク・ハマー       | 村松康雄                                                  |
| ハーバート・クォン     | デニス・ダン         | 島田敏                                                    |
| アラン・ペレス         | ジャック・ケーラー   | 塚田正昭                                                  |
| トニー・ホー           | スティーブン・チェン | 藤本譲                                                    |
| レニー・カランザ       | トニー・リップ       | 藤本譲                                                    |
| バン・スン             | ユキオ・ヤマト       |                                                           |
| その他                 | N/A                  | 前沢迪雄 戸谷公次 竹口安芸子 秋元千賀子 岡のりこ 石塚運昇 |
| 日本語版制作スタッフ   |                      |                                                           |
| 演出                   | 演出                 | 加藤敏                                                    |
| 翻訳                   | 翻訳                 | 平田勝茂                                                  |
| プロデューサー         | プロデューサー       | 上田正人                                                  |
| 制作                   | 制作                 | 東北新社 （ブロードメディア）                             |
| 初回放送               | 初回放送             | 1988年3月15日 『ザ・ロードショー』                        |

## 受賞
この映画は、セザール賞最優秀外国語映画賞にノミネートされ、ジョン・ローンがゴールデングローブ賞助演男優賞に、デヴィッド・マンスフィールドが作曲賞にそれぞれノミネートされた。。